# Herregårde i Sønderborg Amt
Herregårde i Sønderborg Amt.
Før kommunalreformen i 1970 bestod amtet af 5 herreder:

## Nybøl Herred
- Ballegård
- Nybølgård
- Sandbjerg Gods

## Augustenborg Flække
- Augustenborg Slot

## Als Nørre Herred
- Nordborg Slot

## Als Sønder Herred
- Gammelgaard
- Rumohrsgaard
- Sønderborg Slot